# Eyleen Sewina
Eyleen Sewina (ur. 15 marca 1998) – niemiecka zapaśniczka walcząca w stylu wolnym. Zajęła dziewiętnaste miejsce na mistrzostwach świata w 2019. 
Dziewiąta na mistrzostwach Europy w 2021. Trzecia na ME U-23 w 2021. Druga na ME juniorów w 2018 roku.
Mistrzyni kraju w 2022, 2023 i 2024; trzecia w 2016 roku.